# ФК Дрита (Гниляне)
„ФК Дрита“ (на албански: Klubi Futbollistik Drita) – косовски футболен клуб от град Гниляне. В превод името му означава Светлина. Участва в косовската Суперлига. Домакинските си мачове играе на Градския стадион в Гниляне, с капацитет около 15 000 зрители.

## История
Дрита е основана като „SHKA „Drita““ през 1947 със секции за драма, песни, танци и футбол. По-късно ФК „Дрита“ се отделя от SHKA „Drita“ и започва живота си самостоятелно. „Дрита“ е основана от занаятчии, каменари и пенсионери от град Гниляне. Първите играчи на клуба не получавали заплати, а играели изключително за храната си.
В югославския си период клубът изпитва натиск от страна на властите заради албанското си название и еднородния си състав. През 1952 клубът бива разформирован. Бившите играчи на Дрита преминават в гнилянската Цървена звезда. Въпреки това играчите основатели и техните потомци не забравят за Дрита. Така през 60-те години на ХХ век гнилянските студенти в Белград организират турнир с названието „Дрита“, обединяващ бивши играчи и фенове на клуба. През 1977 югославските власти забраняват да се имеуват каквито и да е отбори и турнири с името „Дрита“. Въпреки всички забрани Демуш Паязити-Кляики възстановява клуба с името „Дрита“.
В периода между 1978 – 1987 години „Дрита“ се състезава във Втора лига на Косово. През 1987 година „Дрита“ за първи път влиза в Първа лига.
След 90-те години на ХХ век мениджър на клуба става Селями Османи-Бези, достигайки с клуба в течение на 15 години големи постижения. Под неговото ръководство клубът става шампион и носител на Купата на Косово. Освен това клубът не пада по-ниско от третото място в косовската Суперлига.

## Гнилянското дерби
До създаването на клуб „Гиляни“ през 1995 година, ФК „Дрита“ се явява единственият клуб в град Гниляне. Първият мач между отборите се състои през 1999 година, в който „Дрита“ разгромява като гост „Гиляни“ с резултат 3:0. Отборите са изиграли 24 мача.

## Успехи
- Суперлига:
  -  Шампион (1): 2017/18
  -  Вицешампион (3): 2020/21, 2021/22, 2022/23
  -  Трето място (1): 2023/24
- Купа на Косово:
  -  Носител (1): 2000/01
    -  Финалист (1): 2015/16
- Суперкупа на Косово:
  -  Носител (1): 2002/03

## Участия в евротурнирите
| Сезон   | Турнир               | Кръг               | Съперник     | Домакин | Гост | Общ резултат |  |
| ------- | -------------------- | ------------------ | ------------ | ------- | ---- | ------------ |  |
| 2018/19 | УЕФА Шампионска лига | Първи квалиф. кръг | Санта Колома |         |      |              |  |